# Coppa di Francia 2001-2002 (hockey su pista)
La Coppa di Francia 2001-2002 è stata la 1ª edizione della principale coppa nazionale francese di hockey su pista.
Il trofeo è stato conquistato dal La Vendéenne per la prima volta nella sua storia superando in finale il Quévert.

## Risultati

### Semifinali
| Squadra 1    | Risultato | Squadra 2         |
| ------------ | --------- | ----------------- |
| La Vendéenne | ? - ?     | Biarritz          |
| Quévert      | ? - ?     | Nantes Longchamps |

### Finale
|  | La Vendéenne | ? – ? | Quévert |  |